# Şehzade Mehmed Seyfeddin
Şehzade Mehmed Seyfeddin (en turco otomano: شهزاده محمد سیف الدین‎; 21 de septiembre de 1874-19 de octubre de 1927) fue un príncipe otomano, hijo del sultán Abdulaziz y Gevheri Kadın.

## Primeros años
Şehzade Mehmed Seyfeddin nació el 21 de septiembre de 1874 en el Palacio de Çırağan. Su padre era Abdulaziz, hijo de Mahmud II y Pertevniyal Sultan, y su madre era Gevheri Kadın, hija de Salih Svanba y Şaziye Tsamba. Era el hijo menor de su padre y el segundo hijo de su madre. Era el hermano menor completo de Esma Sultan.
Abdulaziz fue depuesto el 30 de mayo de 1876 y fue sucedido por su sobrino Murad V. Sin embargo, el séquito de Abdulaziz no quería salir del Palacio de Dolmabahçe. Fue trasladado al Palacio Feriye al día siguiente. El 4 de junio de 1876, Abdulaziz murió en circunstancias misteriosas.
Seyfeddin comenzó su educación en la Mansión de Ilhamur en 1879, junto con sus hermanos Esma Sultan y Şehzade Mehmed Şevket y sus primos Şehzade Mehmed Selim y Zekiye Sultan. Pasó su infancia y juventud en el Palacio Feriye junto con su hermana y su madre. Tomó lecciones de arte y pintura a una edad temprana y era conocido por ser un gran compositor. Sus profesores de música fueron Tanbûrî Cemil Bey y Santûrî Edhem Efendi. Además de la música, fue conocido por sus pinturas, poesía y revelación. Pasaba los veranos en la Mansión Saudiye y los inviernos en el Palacio Feriye.

## Vida personal
Seyfeddin era dueño de una mansión en Camlıça. Esta mansión perteneció a Necip Molla (fallecido en 1890), padre de Vahit Bey, miembro del antiguo Consejo de Estado. Seyfeddin primero alquiló la mansión y la compró en 1894..
La primera esposa de Seyfeddin fue Neşefelek Hanım, también conocida como Necmifelek. Nació el 5 de enero de 1880. Se casaron el 4 de diciembre de 1899. Fue la madre de Şehzade Mehmed Abdulaziz, nacido el 26 de septiembre de 1901. Murió en 1930 en Niza, Francia.
Su segunda esposa fue Nervaliter Hanım. Nació el 27 de marzo de 1885 en Poti, Georgia. Se casaron el 23 de febrero de 1902. El 30 de julio de 1903, dio a luz a su primer hijo, Şehzade Mahmud Şevket, seguido de los mellizos, Şehzade Ahmed Tevhid y Gevheri Sultan, nacidos el 30 de noviembre de 1904. Murió en 1935 en Niza, Francia.

## Como músico
Seyfeddin fue un compositor competente. Solía tocar el piano, el violín, la batería y los componía con una melodía adecuada. Sus hijos Mehmed Abdulaziz, Şehzade Mahmud Şevket y Şehzade Ahmed Tevhid fueron maestros bateristas. Su hija Gevheri Sultan fue una maestra violinista y baterista con muchas composiciones. Él le había enseñado a componer música con diferentes instrumentos, que incluían el oud (una lira), el tanbur (un instrumento parecido a una guitarra) y la lavta (un laúd antiguo). Compuso canciones clásicas religiosas y no religiosas.
En lugar de música, también colocó la cresta de los minaretes de las grandes mezquitas de Estambul en Ramadán. Él personalmente midió los minaretes y sobre todo, fue un músico importante. Hoy en día, solo se conocen dos cañas de Seyfeddin, las rimas Khuzzam y Bayati, y algunas de ellas. Ambos instrumentos musicales son una de las obras más ilustres de la música turca en cuanto a sus melodías y estructuras técnicas.
Su padre Abdulaziz y su medio hermano mayor Abdulmejid II eran artistas profesionales. Su otro medio hermano mayor, Şehzade Mehmed Şevket, era un pianista consumado. Şehzade Mehmed Seyfeddin considerado uno de los músicos más destacados durante su juventud, también se ocupó de la pintura y la escultura, pero fue un maestro en la música de campo. Además de músico, también fue un consumado pianista y organista.

## Carrera militar
Mehmed Seyfeddin se alistó en la Armada Imperial otomana durante el reinado de su primo, el sultán Mehmed V. Se le otorgó el rango de capitán honorario el 7 de febrero de 1916. Dos años más tarde, el 28 de julio de 1918, fue ascendido al rango de contraalmirante, y más tarde al rango de vicealmirante.
Después de que se concluyó el Armisticio de Mudros en octubre de 1918, surgieron el caos y las invasiones en Anatolia. El gobierno envió comités de asesoramiento a Anatolia bajo el liderazgo de los príncipes e invitó al pueblo a la paz. Para ello, se formaron dos delegaciones con príncipes sirviendo a la cabeza. Uno de ellos fue enviado a Anatolia y el otro a Tracia. En abril de 1919, Seyfeddin, que era el jefe de una de las delegaciones, fue a Tracia. En la delegación, estaban el exministro de Guerra Ferik Cevad Pasha, el Jefe del Estado Mayor Ferik Fevzi Pasha y dos tenientes. También se incluyó en la delegación al académico Ziyaeddin Efendi, representante de la Oficina de Traducción Extranjera.
Con el fin de llevar la armada otomana a un buen nivel durante la campaña realizada por la Sociedad Naval durante la Primera Guerra Mundial, Seyfeddin donó 60.000 kurus a la sociedad. Seyfeddin, que estaba interesado en la construcción marítima y naval, fue a las aguas termales de Viena y Karsbald para recibir tratamiento en 1918.

## Exilio y muerte
Durante el exilio de la familia imperial en marzo de 1924, Seyfeddin y su familia se mudaron a Cimiez, Niza, Francia. Compraron una villa cerca de la Villa Carabacel que pertenecía a su prima Seniha Sultan. Murió el 19 de octubre de 1927 a la edad de cincuenta y tres años y fue enterrado en la Mezquita del Sultán Selim, Damasco, Siria.

## Descendencia
| Nombre                                                                               | Nacimiento                                                                           | Muerte                                                                               | Notas |
| Con Neşefelek Hanım (casado el 4 de diciembre de 1899; el 5 de enero de 1880 - 1930) | Con Neşefelek Hanım (casado el 4 de diciembre de 1899; el 5 de enero de 1880 - 1930) | Con Neşefelek Hanım (casado el 4 de diciembre de 1899; el 5 de enero de 1880 - 1930) | Con Neşefelek Hanım (casado el 4 de diciembre de 1899; el 5 de enero de 1880 - 1930) |
| ------------------------------------------------------------------------------------ | ------------------------------------------------------------------------------------ | ------------------------------------------------------------------------------------ | --- |
| Mehmed Abdulaziz                                                                     | 26 de septiembre de 1901                                                             | 19 de enero de 1977                                                                  | nacido en el Palacio de Ortaköy; se casó una vez y tuvo una hija; murió en Niza, Francia, y fue enterrado allí. |
| Con Nervaliter Hanım (casado el 23 de febrero de 1902; 27 de marzo de 1885-1935)     |                                                                                      |                                                                                      | |
| Şehzade Mahmud Şevket                                                                | 30 de julio de 1903                                                                  | 1 de febrero de 1973                                                                 | nacido en el Palacio Çamlıca; se casó en 1922 y se divorció en 1928 de Adile Hanımsultan, hija de Naime Sultan, y tuvo descendencia, una hija; murió en el exilio en Bagnols-sur-Cèze, Gard, Francia, y fue enterrado allí. |
| Şehzade Ahmed Tevhid                                                                 | 30 de noviembre de 1904                                                              | 24 de abril de 1966                                                                  | nacido en el Palacio Çamlıca; murió soltero en el exilio en Beirut, Líbano. |
| Gevheri Sultan                                                                       | 30 de noviembre de 1904                                                              | 10 de diciembre de 1980                                                              | nacida en el Palacio Çamlıca; murió soltero en la plaza Taksim, Estambul, y fue enterrada en la tumba del sultán Mahmud II                                                                                                  |

## Títulos y tratamientos
Esta tabla aún no está actualizada. Puedes contribuir aportando información sobre títulos y tratamientos de esta persona.